# Свиневи
Свиневите (Suidae) са семейство чифтокопитни непреживни бозайници със средни размери на тялото и къси крака.

## Физически характеристики
- Дължина на тялото: от 86 до 211 cm; тегло: от 35 до 350 кг.[2]

Предната част на главата им е източена в конусовидна муцуна, снабдена с хрущялен край (зурла). Краката им притежават по четири добре развити пръста, като страничните – втори и пети са добре развити, но са по-къси от средните – трети и четвърти. Тялото им има груба космена покривка (четина). Кучешките зъби са добре развити.

## Разпространение и местообитания
Естественото им разпространение обхваща Европа, Азия и Африка. Заедно с човека са се разпространили по всички континенти, освен Антарктида.
Местообитанията им са изключително разнообразни: екваториални гори, савани, пустини и полупустини, гори в умерения пояс, степи и други тревни пространства, обработваеми земи.

## Хранене
Те са всеядни животни – употребяват растителна и животинска храна. Имат просто устроен стомах, затова са отделени в подразред Непреживни.

## Класификация
Семейството включва 5 съвременни рода с 16 вида, от които един вид от рода Sus се среща в България.
Семейство Свиневи
- род Babyrousa[3]
  - Babyrousa babyrussa -- Бабирус
  - Babyrousa bolabatuensis -- Болабатов бабирус
  - Babyrousa celebensis -- Северен целебески бабирус
  - Babyrousa togeanensis -- Тогеански бабирус
- род Phacochoerus
  - Phacochoerus africanus -- Брадавичеста свиня
  - Phacochoerus aethiopicus -- Пустинна брадавичеста свиня
- род Hylochoerus
  - Hylochoerus meinertzhageni -- Гигантска горска свиня
- род Potamochoerus
  - Potamochoerus larvatus -- Речна свиня, храстово прасе (Bushpig)
  - Potamochoerus porcus -- Четкоуха свиня
- род Sus – Свине
  - Sus scrofa -- Дива свиня
  - Sus salvanius (Porcula salvania) -- Свиня джудже
  - Sus verrucosus -- Яванска свиня
  - Sus bucculentus -- Виетнамска свиня, индокитайска свиня (вид известен на науката само от костни материали и съществуването му е спорно)
  - Sus barbatus -- Брадата свиня
  - Sus ahoenobarbus (Sus barbatus ssp.) -- Палаванска брадата свиня
  - Sus celebensis (вкл. timoriensis, floresianus (heureni) -- Целебеска свиня
  - Sus cebifrons -- Висаянска свиня
  - Sus philippensis -- Филипинска свиня
  - Sus oliveri (Sus philippensis ssp.) -- Миндорска свиня